# Football féminin Yzeure Allier Auvergne
Il Football féminin Yzeure Allier Auvergne, ciatato anche come FF Yzeure, con la sigla FFYAA o più semplicemente Yzeure, è una società calcistica femminile francese con sede nella città di Yzeure, piccolo centro abitato del dipartimento dell'Allier, nella regione dell'Alvernia-Rodano-Alpi.
Il club, fondato nel 1999 dopo la scissione della sezione femminile del Moulins, ha adottato l'attuale denominazione nel 2010 dopo essersi iscritto per dieci stagioni come FCF Nord Allier Yzeure. La squadra, che ha al suo attivo sei partecipazioni al campionato di Division 1 Féminine, dalla stagione 2023-2024 milita in Régional 1, la quarta serie del campionato francese.
I suoi risultati sportivi più prestigiosi sono stati tre quinti posti in D1, nei campionati 2008-2009, 2009-2010 e 2012-2013, e aver raggiunto la finale di Coppa di Francia nell'edizione 2021-2022.

## Palmarès

### Competizioni nazionali
- Campionato francese di seconda divisione: 1

2007-2008

### Altri piazzamenti
- Coppa di Francia:

Finalista: 2021-2022

## Organico

### Rosa 2021-2022
Rosa, ruoli e numeri di maglia come da sito ufficiale, integrati dal sito footofeminin.fr, aggiornati al 29 marzo 2022.
| N. |                       | Ruolo | Calciatrice         |
| -- | --------------------- | ----- | ------------------- |
| 1  | Canada (bandiera)     | P     | Taylor Beitz        |
| 2  | Camerun (bandiera)    | D     | Christine Manie     |
| 3  | Haiti (bandiera)      | D     | Chelsea Surpris     |
| 4  | Francia (bandiera)    | D     | Nesrine Barka       |
| 5  | Francia (bandiera)    | D     | Tifanie De Sousa    |
| 6  | Portogallo (bandiera) | D     | Clara Moreira       |
| 7  | Francia (bandiera)    | C     | Léa Cassagne        |
| 8  | Francia (bandiera)    | C     | Maëlys Goumeziane   |
| 9  | Senegal (bandiera)    | A     | Seynabou Mbengue    |
| 10 | Marocco (bandiera)    | C     | Imène El Ghazouani  |
| 11 | Togo (bandiera)       | A     | Afi Apeafa Woedikou |
| 12 | Camerun (bandiera)    | D     | Dolores Tsadjia     |
| 13 | Francia (bandiera)    | D     | Laura Douet         |
| 14 | Francia (bandiera)    | C     | Manon Olivier       |

| N. |                           | Ruolo | Calciatrice               |
| -- | ------------------------- | ----- | ------------------------- |
| 17 | Francia (bandiera)        | C     | Charlène Turland-Mouton   |
| 18 | Senegal (bandiera)        | A     | Binta Diakhaté            |
| 20 | Israele (bandiera)        | A     | Rahel Steinschneider      |
| 21 | Francia (bandiera)        | C     | Inès Ou Mahi              |
| 23 | Francia (bandiera)        | D     | Ophélie Meilleroux        |
| 25 | Francia (bandiera)        | C     | Angélique Vayssié         |
| 26 | Senegal (bandiera)        | C     | Mareme Diop Yally         |
| 27 | Francia (bandiera)        | C     | Aïssatou Camara           |
| 28 | Francia (bandiera)        | C     | Tania Seddaoui            |
| 29 | Francia (bandiera)        | C     | Maëlys Rousset            |
| 30 | Francia (bandiera)        | P     | Clara Geneviève Anastasie |
|    | Costa d'Avorio (bandiera) | C     | Sita Camara               |
|    | Francia (bandiera)        | C     | Pauline Moreira           |
|    | Francia (bandiera)        | C     | Aude Edwige N'Diaye       |